# Antonín Veverka
Antonín Veverka (ur. 30 stycznia 1908 w Wiedniu, zm. 24 maja 1959 w Holešovie) – czeski taternik, alpinista i działacz turystyczny.
Antonín Veverka był z zawodu nauczycielem, przez kilka lat pracował na Orawie, następnie podjął pracę w Popradzie na Spiszu. Taternictwo uprawiał w warunkach letnich i zimowych, w latach 1945 i 1947 wspinał się także w Alpach. Veverka był aktywnym członkiem różnych organizacji turystycznych i taternickich, był również instruktorem taternictwa – przyczynił się do wychowania dużej liczby młodych taterników, jego działania pobudziły rozwój czechosłowackiego taternictwa. Od 1934 roku pisał artykuły do słowackich, czeskich i polskich czasopism wspinaczkowych, jego teksty publikowane były m.in. w „Taterniku” i w „Wierchach”. Veverka był również autorem i współautorem kilku książek o tematyce wspinaczkowej.
Antonín Veverka został upamiętniony symboliczną tablicą na Symbolicznym Cmentarzu Ofiar Tatr pod Osterwą, została ona odsłonięta w 1960 roku.

## Ważniejsze tatrzańskie osiągnięcia wspinaczkowe
- pierwsze wejście zimowe na Ciemniastą Turnię, wraz z Antonínem Jiskrą, Josefem Kelbichem, Františkiem Michkiem i Jaroslavem Němečkiem
- pierwsze wejście zimowe na Ciemniastą Igłę, wraz z Antonínem Jiskrą, Josefem Kelbichem, Františkiem Michkiem i Jaroslavem Němečkiem
- pierwsze zimowe przejście wschodniej ściany Krywania
- pierwsze zimowe przejście północno-zachodniej ściany Krywania
- pierwsze zimowe przejście północno-wschodnim żlebem Sławkowskiego Szczytu
- pierwsze zimowe przejście południowo-wschodniej grani Pośredniej Grani
- zimowe przejście grani Tatr Zachodnich.